# フィールドキッチン

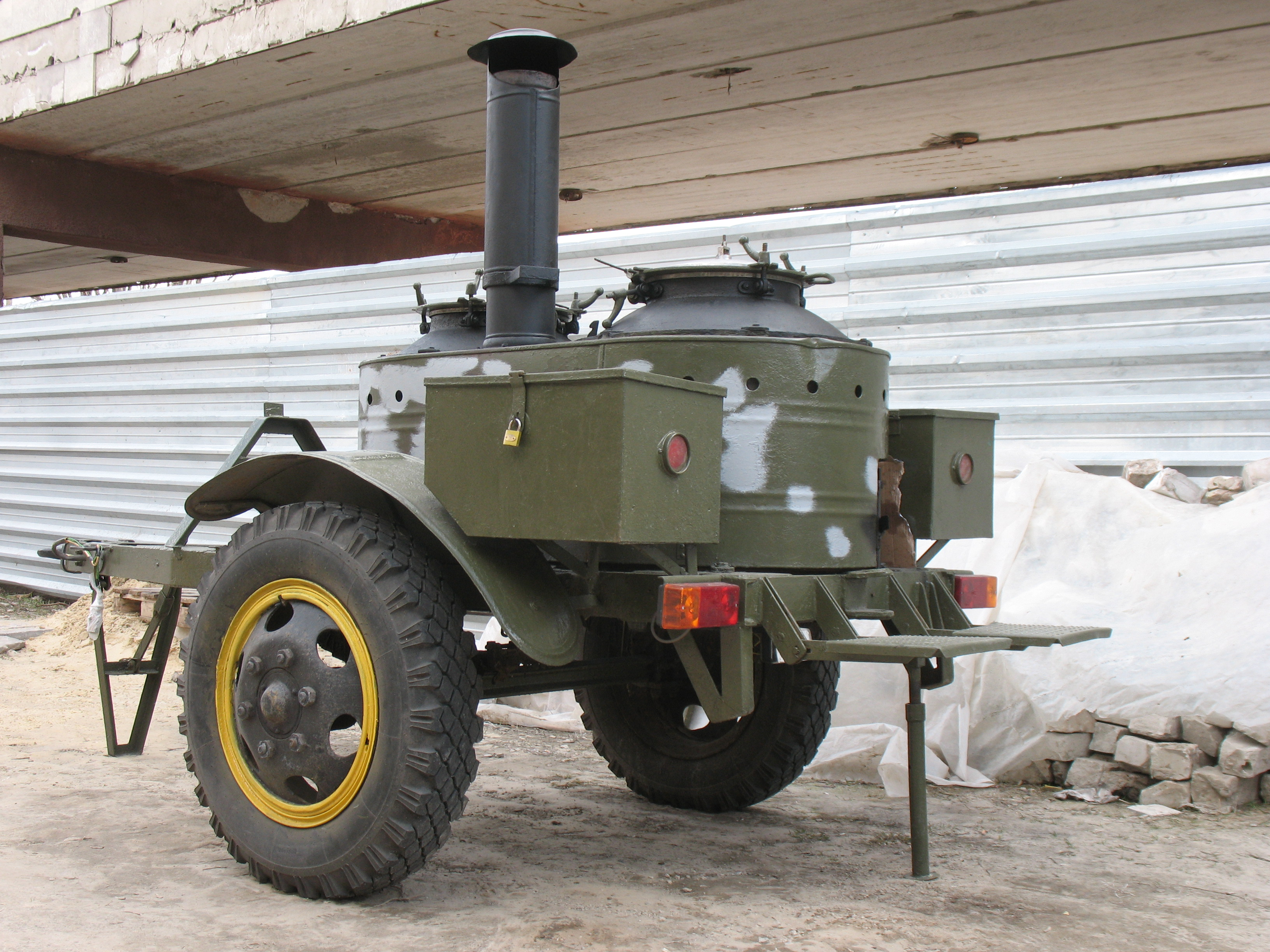
ソ連製のフィールドキッチン

フィールドキッチン(Field kitchen)は、主に軍用として使用される、屋外で調理を行うための移動式調理機材 (炊事用の車両) である。炊事設備の無い前線地域において兵士に温かい食事を提供する目的で19世紀に開発され、以来各国の軍で使用されている。

## 概要
最初のフィールドキッチンは、1800年代のプロイセン王国 (現在のドイツ)で開発された手押し式の4輪型のもので、1848年から1852年に行われた第一次シュレースヴィヒ＝ホルシュタイン戦争で使用されたとみられている。
同じ頃、アメリカではチャックワゴン (Chuckwagon) と呼ばれる炊事用の幌馬車が開発され、西部開拓時代のカウボーイらによって使用された。
1892年にプロイセン王国(ドイツ)、イダー＝オーバーシュタインのカール・ルドルフ・フィスラーが製作したフィールドキッチンは長い間、世界初の本格的なフィールドキッチンと考えられてきた。このフィールドキッチンは牽引式の2輪型で、長い1本の煙突を持っていた事からGulaschkanone (グーラッシュ・カノーネ、つまりシチュー砲) のニックネームが付けられた。
またこれと同じ頃（1896年）、ロシア帝国軍でもフィールドキッチン開発の要求が軍から提示され、1898年に試作車が完成、評価試験を経て1901年頃より実戦配備された。
これらのフィールドキッチンはいずれも軍馬を用いて牽引するものであったが、時代が進み自動車が発達すると、これらの軍用車両による牽引も行われるようになった。
また、最初から自動車の荷台部分にフィールドキッチンの機能を持たせた自走式の車両も開発された。1930年代に大日本帝国陸軍が開発した九七式炊事自動車は自走式フィールドキッチンの一例である。
現在の日本の自衛隊においても、陸上自衛隊では野外炊具、航空自衛隊では炊事車という名称でフィールドキッチンを運用している。尚、前者（野外炊具）は牽引式、後者（炊事車）は自走式である。

## 画像

### 第一次世界大戦

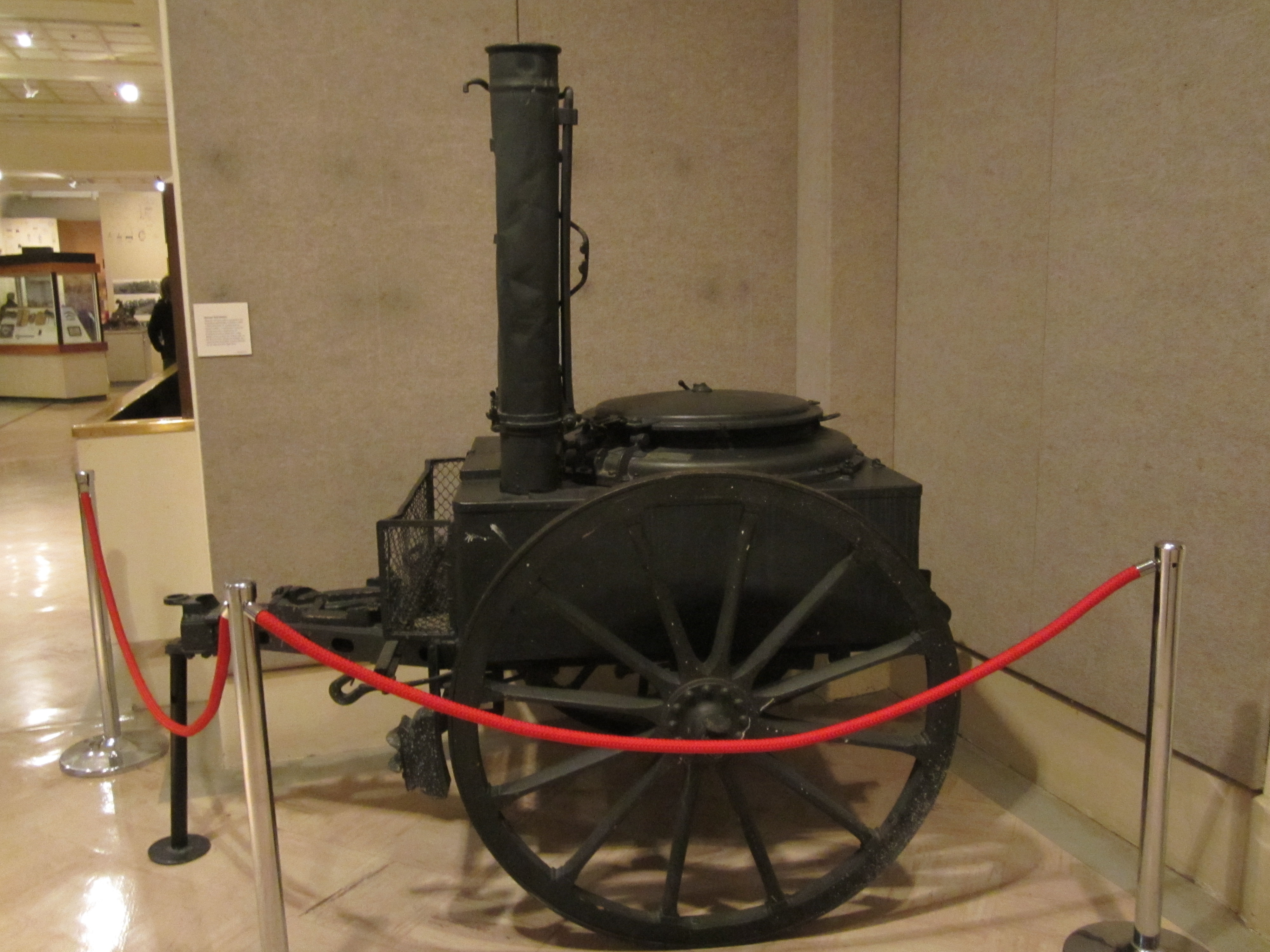
ドイツ帝国で使用されたフィールドキッチン。
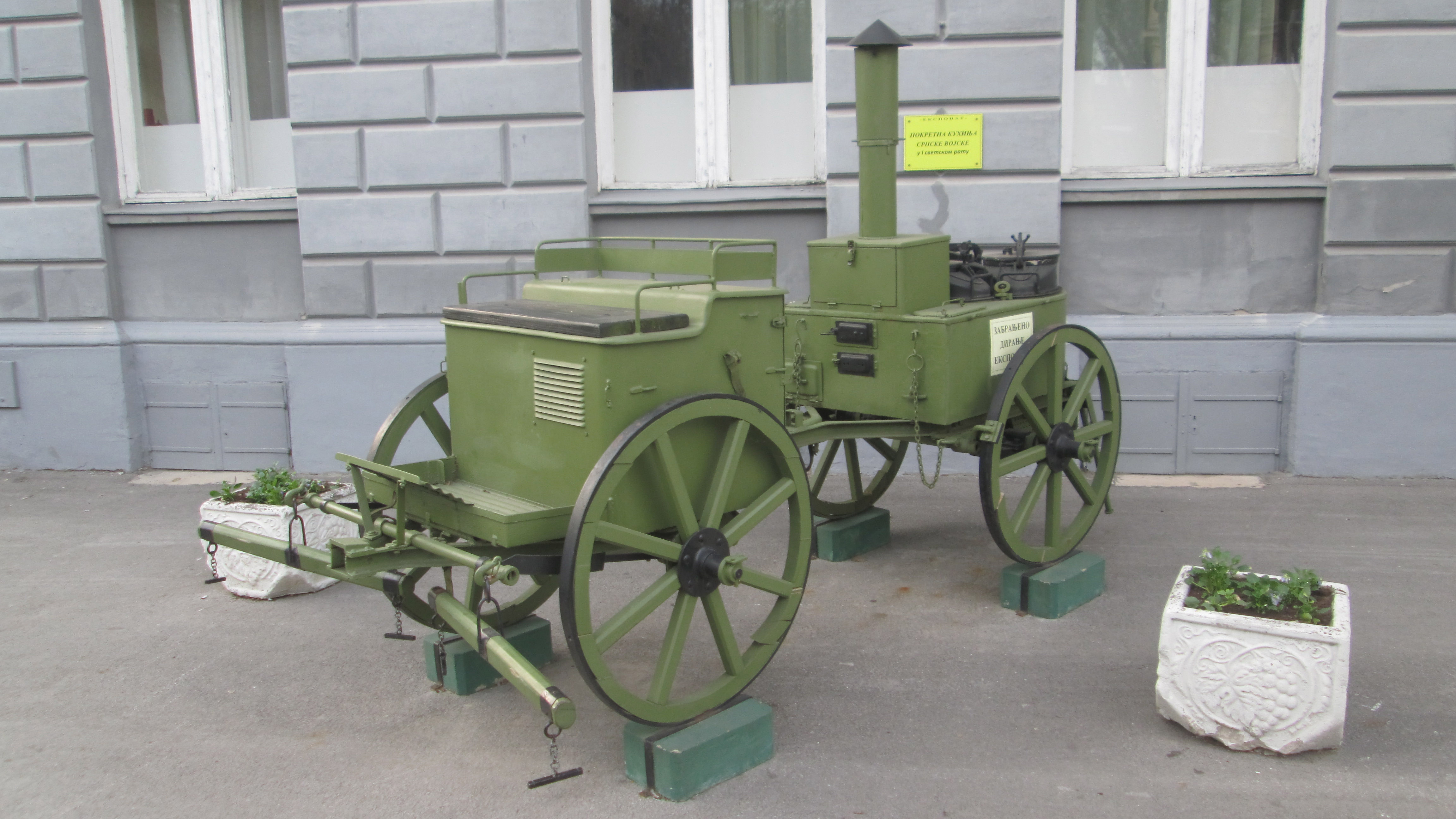
セルビア王国で使用されたフィールドキッチン。
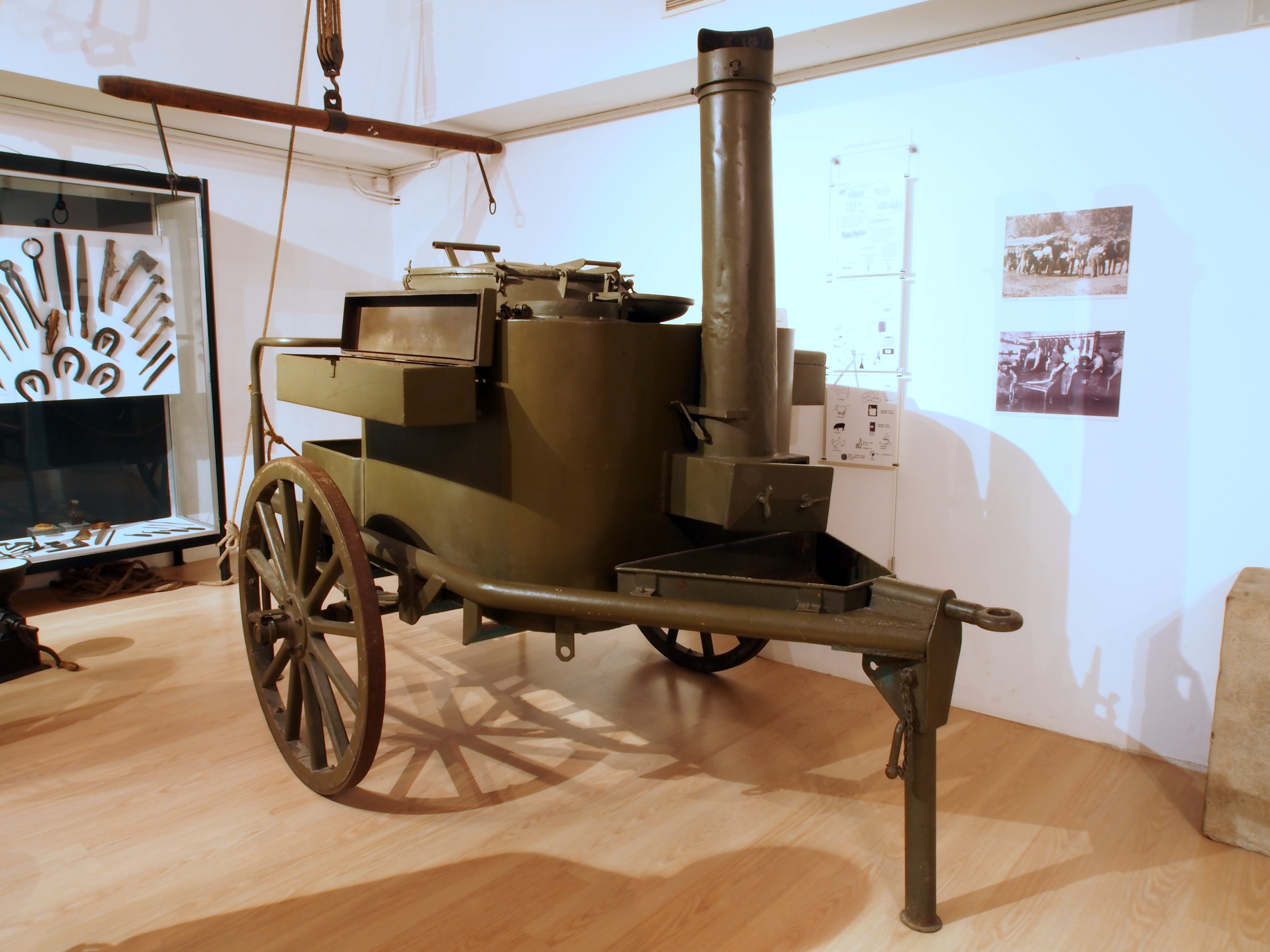
フランスの博物館に展示されているフィールドキッチン。
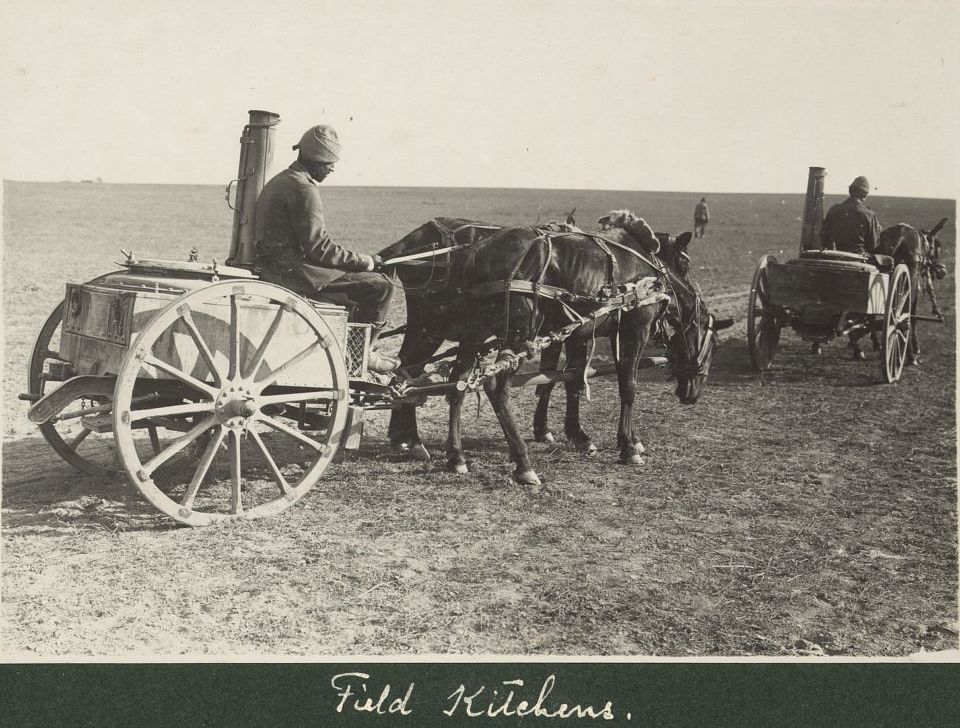
軍馬に牽引されるオスマン帝国軍のフィールドキッチン。1917年。

### 第二次世界大戦

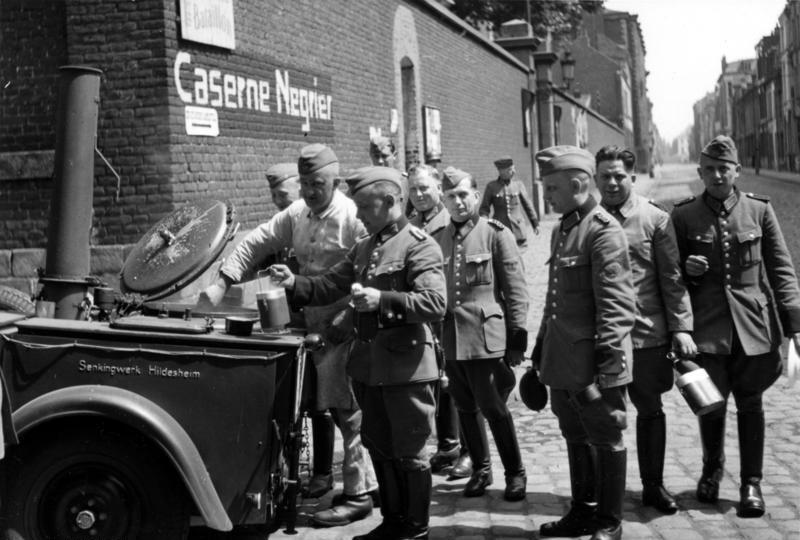
フィールドキッチンを使用するドイツ警察官、1940年に進駐先のフランスにて撮影。炊事係は白色の作業服を着ており、給食を待つ警察官たちは飯盒を手にしている。フィールドキッチンの側面には製造元の社名が書かれている（厨房機器や業務用洗濯機等のメーカであったゼンキンク社、1990年代に事業譲渡のためブランドが消滅）。
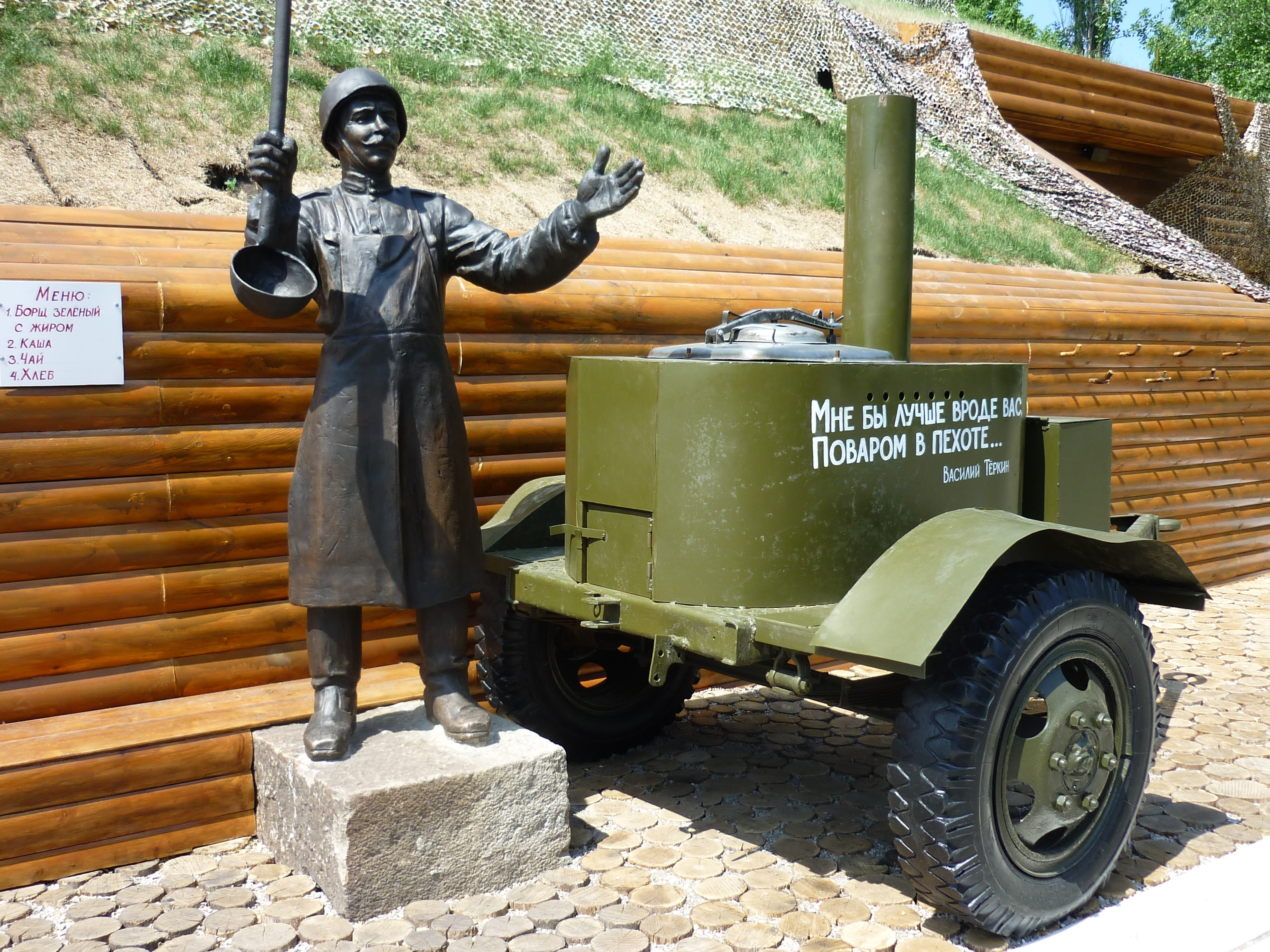
ソ連製のフィールドキッチン。
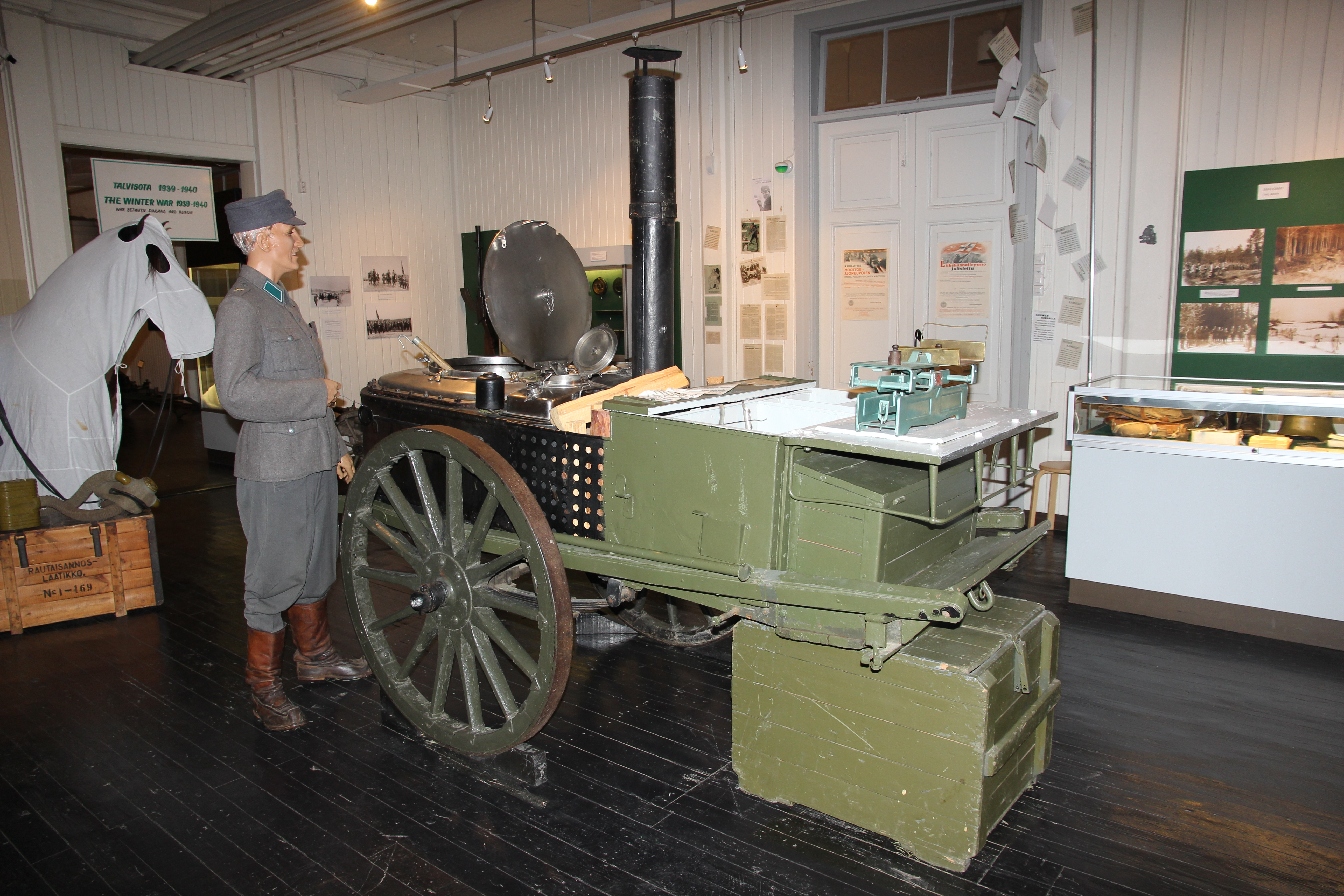
フィンランド製のフィールドキッチン "m/29"
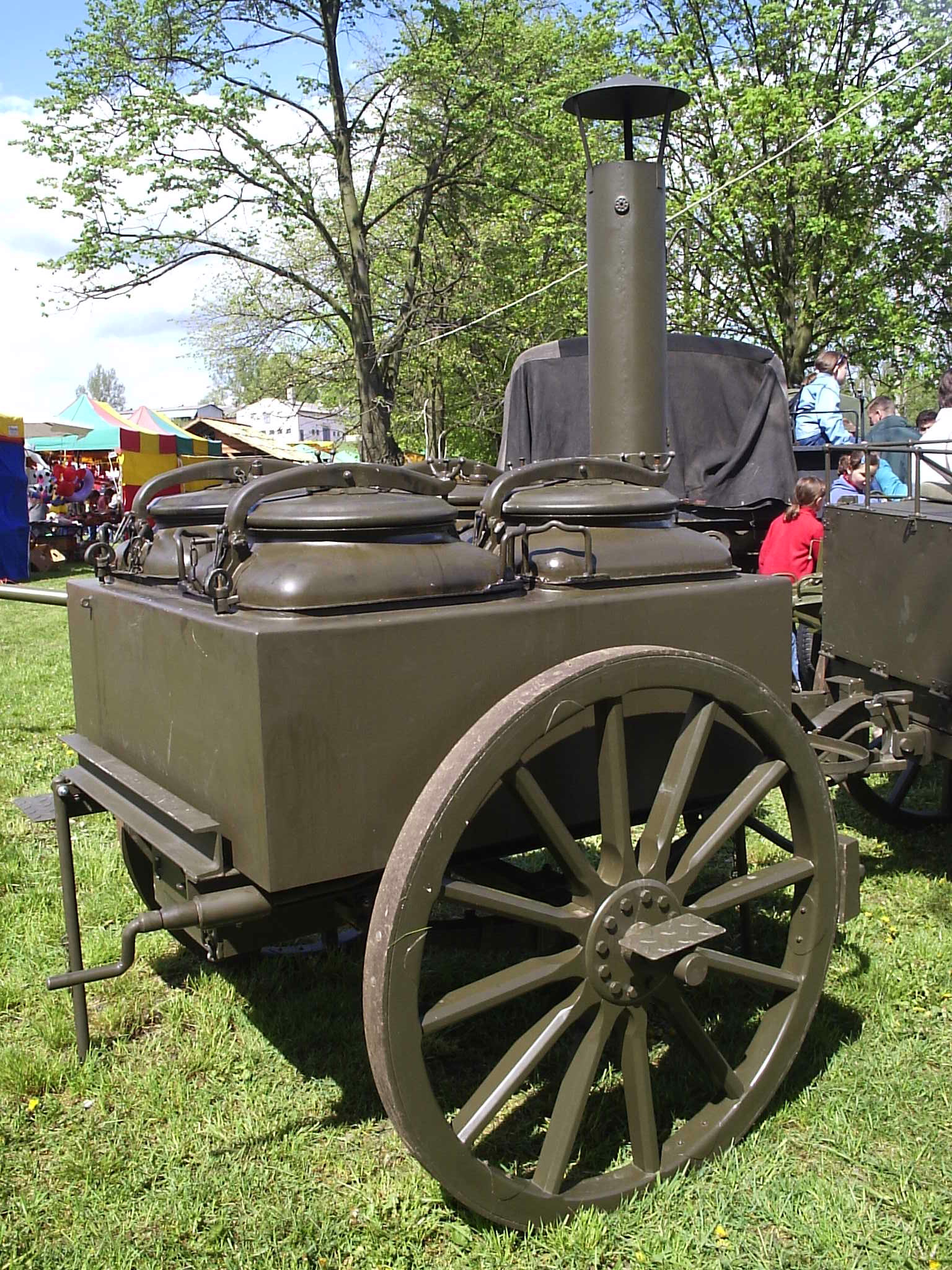
ポーランド製のフィールドキッチン "wz. 36-P"

### 戦後・現用

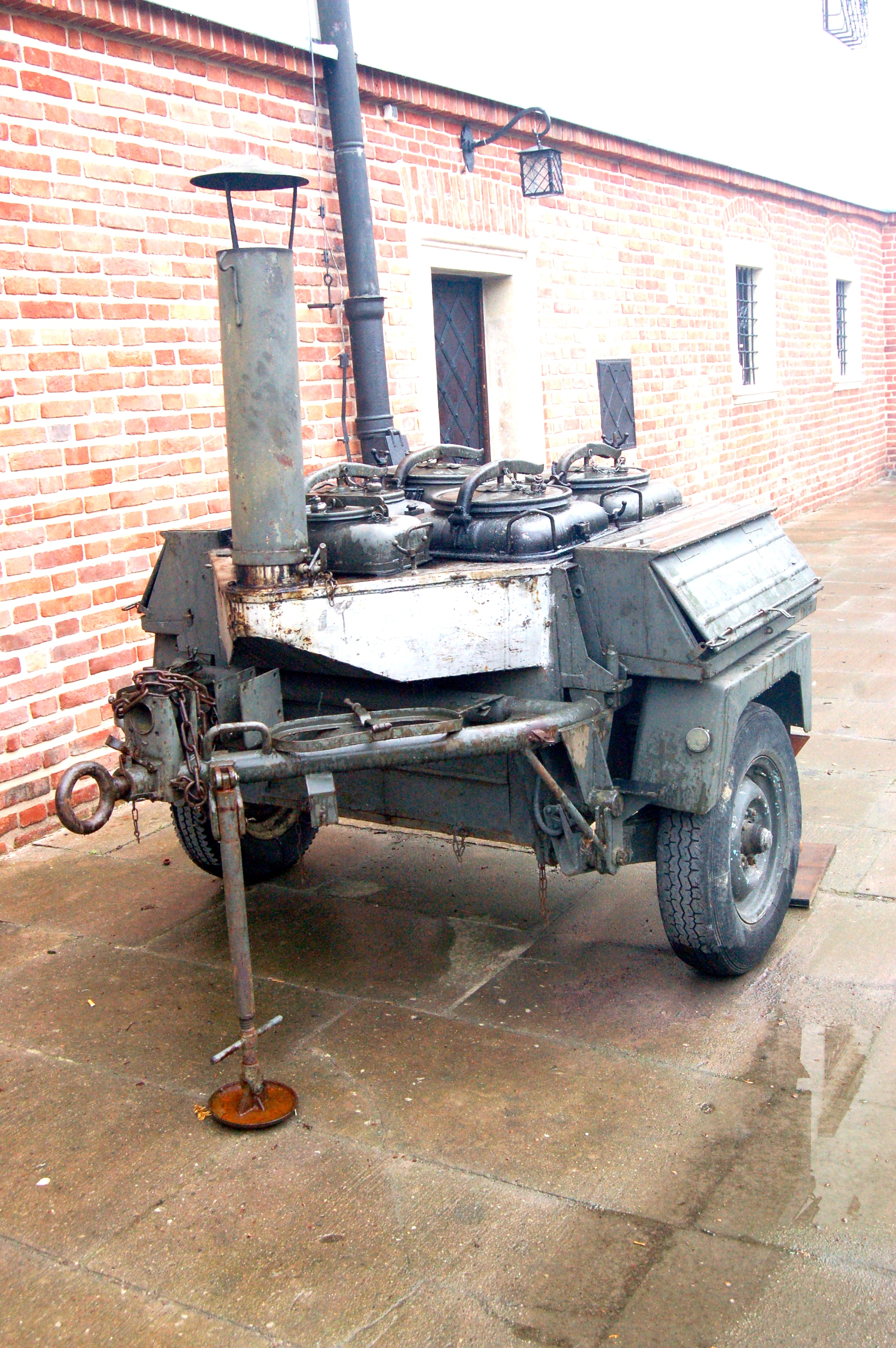
ソ連製、KP-340。
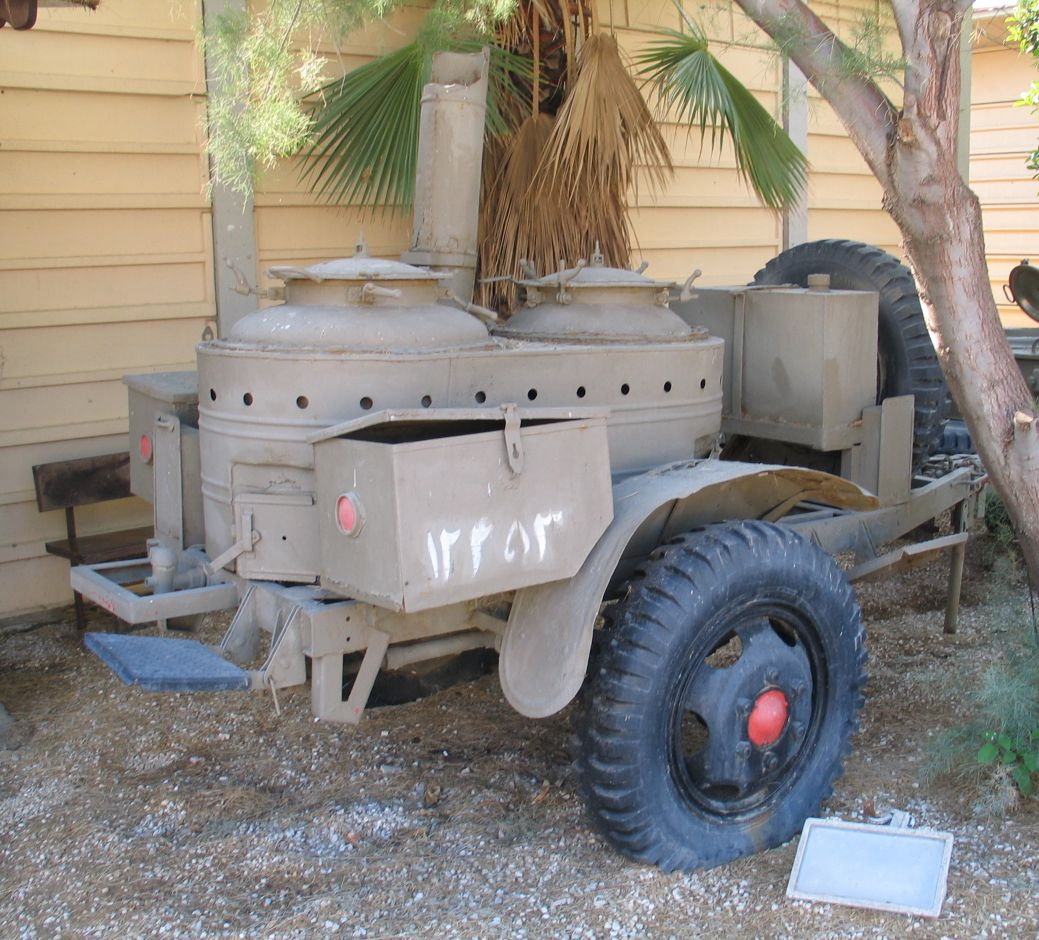
ソ連製、KP-2-49。イスラエル国防軍歴史博物館の展示品。
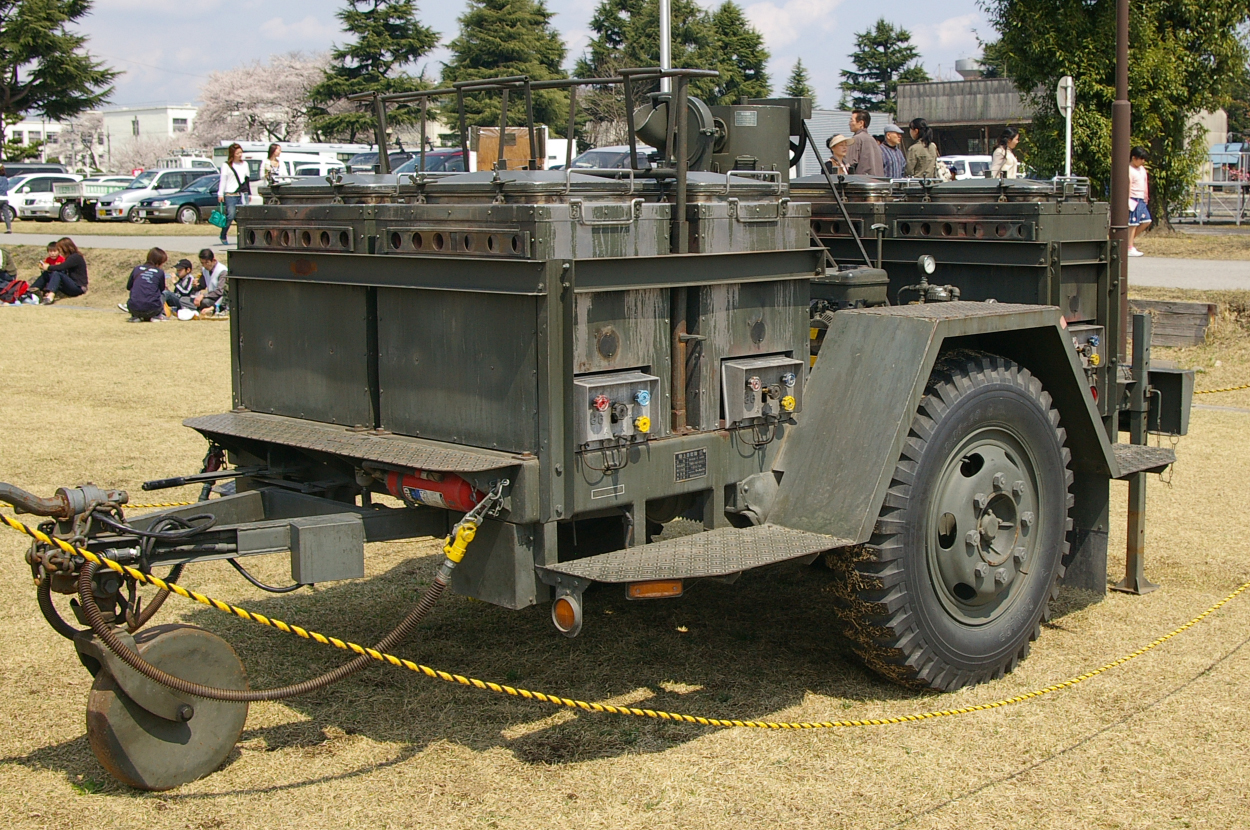
陸上自衛隊の野外炊具1号（旧型）。
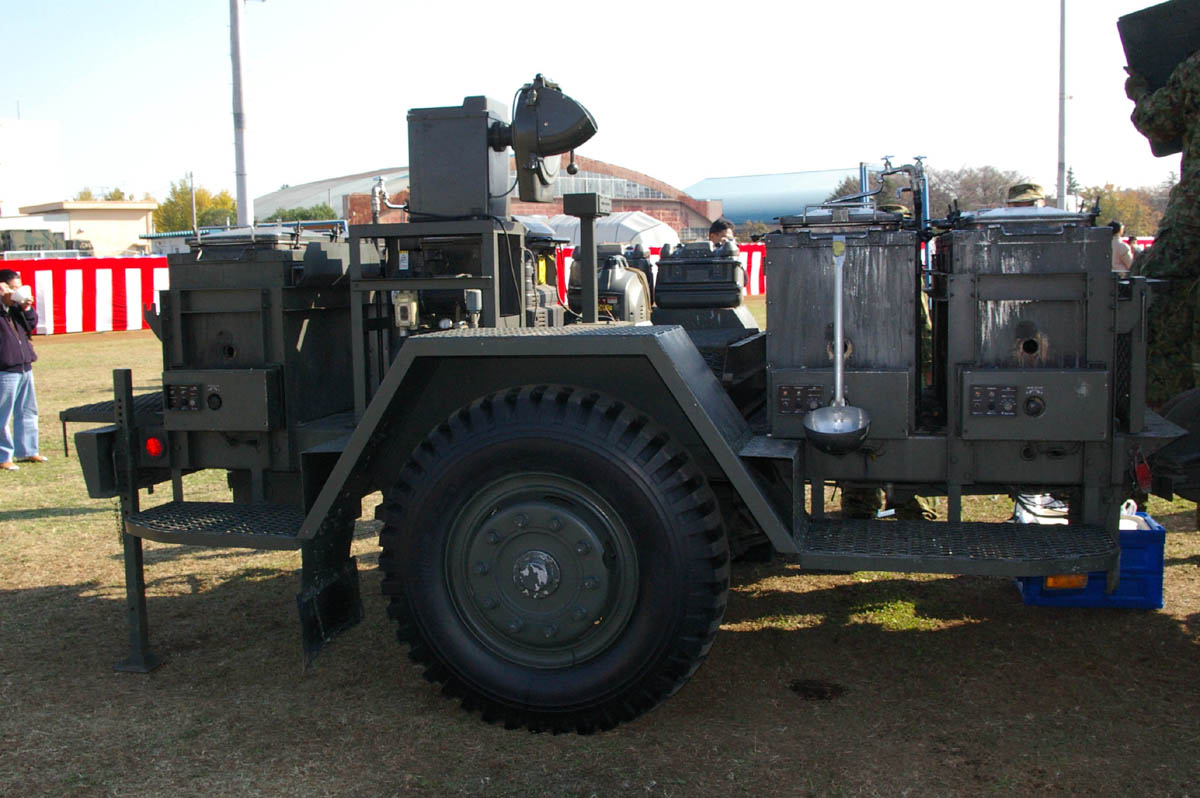
陸上自衛隊の野外炊具1号(改)。